# LYRA
LYRA  (Lyman Alpha Radiometer) is een zonneradiometer met vier ultraviolette banden, die zo gekozen zijn voor hun relevantie voor de zonnefysica, aeronomie en het ruimteweer. Hij maakt deel uit van de PROBA2-missie en is ontworpen door de Koninklijke Sterrenwacht van België.
Lyra gebruikt bandgapdetectoren gebaseerd op diamant. Diamanten sensoren maakt het instrument resistent tegen de effecten van de straling die PROBA2 waarschijnlijk gaat tegenkomen.
PROBA2 houdt de stabiliteit en de opspoorbaarheid van de synchrotronbronstandaard in het oog. Op deze manier kan mogelijke degradatie van de detectoren en filters opgemerkt worden. 